# Castrum Danorum
Castrum Danorum eller Toompea Borg (estisk: Toompea loss; tidligere sandsynligvis benævnt Taani linn – "Danske borg") er en borg på kalkstensbakken Toompea i den centrale del af Tallinn, Estlands hovedstad. I perioden, hvor Estland var dansk, var det navnet på hele byen.

## Historie
Den første befæstning på stedet, bygget af træ, menes at være bygget på højen i enten det 10. eller 11. århundrede af indbyggerne i det gamle estiske område Revalia og omtales i visse finske kilder som Kesoniemi. Det udgjorde sandsynligvis et af de første beboede områder af det, der skulle blive til Tallinn.
I 1219 blev borgen overtaget af danske korsfarere anført af Valdemar Sejr. Ifølge legenden faldt det første Dannebrog fra himlen under slaget ved Lyndanisse, og synet af flaget inspirerede de danske tropper til sejr.
Danskerne overtog byen og borgen, og sidstnævnte blev derefter omtalt som Castrum Danorum (Danskernes borg). En teori siger, at navnet blev overført til det oldestiske sprog som Taani(n) linna og senere forkortet til byens moderne navn Tallinn.
Borgen har gennemgået mange ombygninger og er stadig et centralt punkt i Tallinn, som med Pikk Hermann-tårnet øverst dominerer det slotshøjen Toompea. Tårnet har haft symbolsk betydning for estisk historie, alt efter om det er det estiske flag eller en anden magts flag, der har vajet fra toppen.
Borgen huser i dag det estiske parlament.
59°26′08″N 24°44′14″Ø / 59.4356°N 24.7372°Ø